# 492nd Special Operations Wing

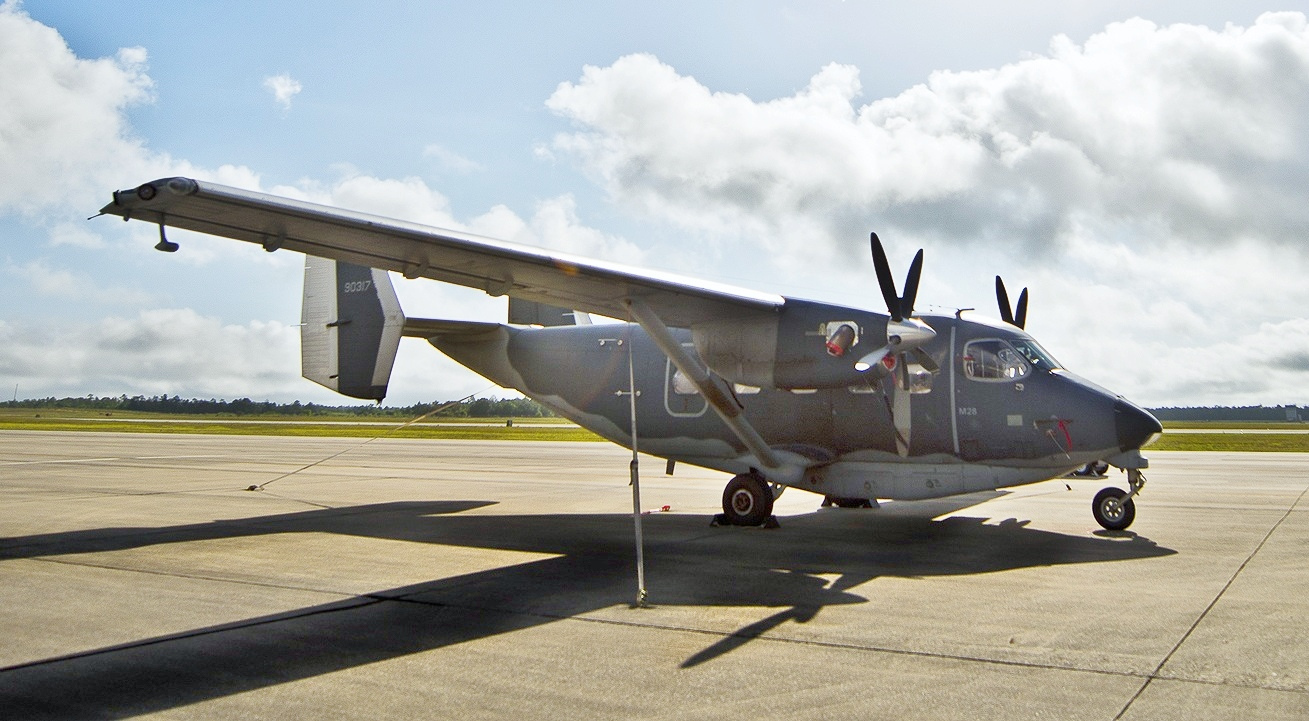
C-145A del 6th SOS

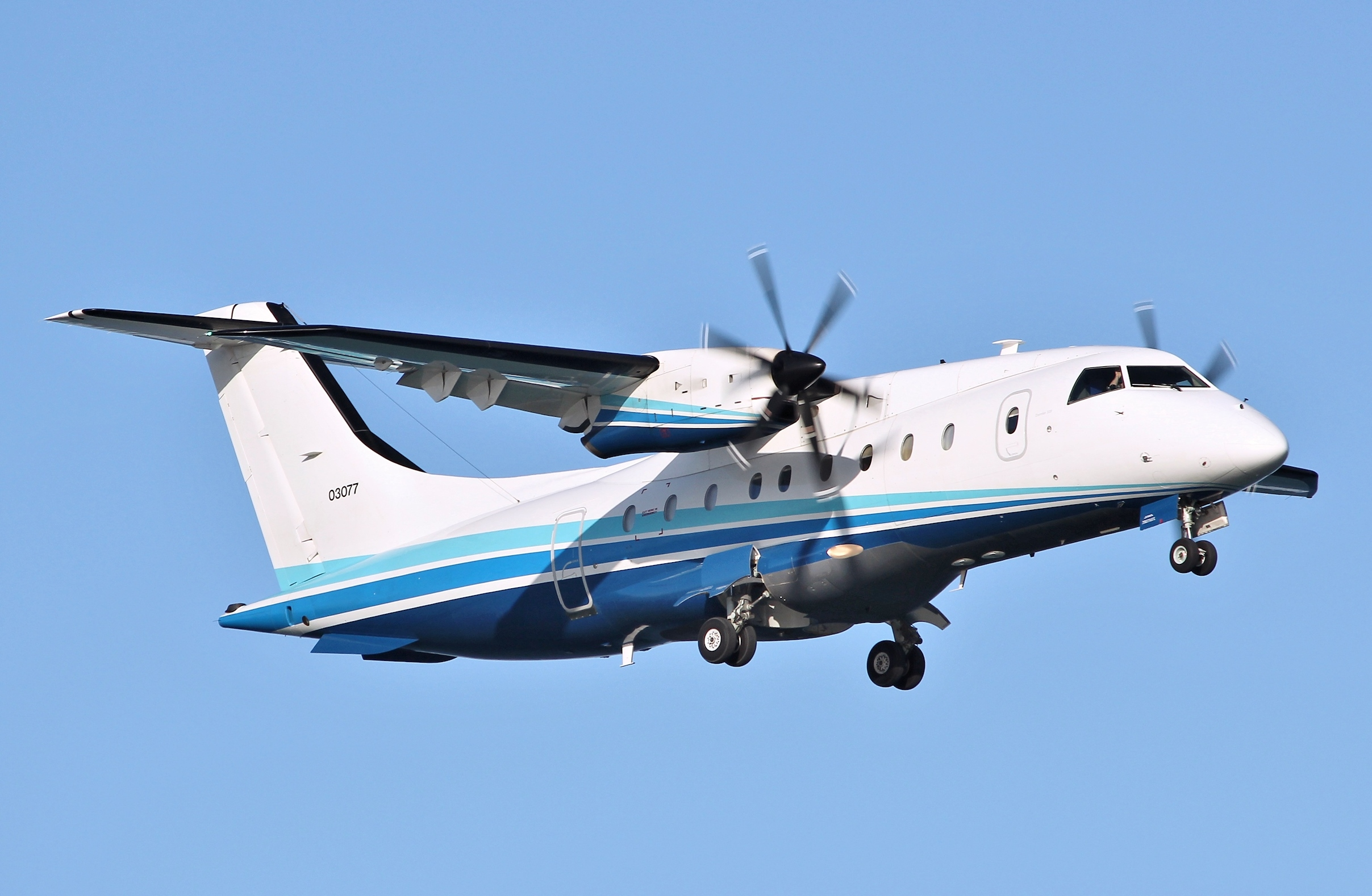
C-146A del 524th SOS

Il 492nd Special Operations Wing è uno stormo operazioni speciali dell'Air Force Special Operations Command. Il suo quartier generale è situato presso Duke Field, in Florida.

## Missione
Attivato il 10 maggio 2017, lo stormo eredita l'attività dell'Air Force Special Operations Warfare Center. Organizza, addestra, educa ed equipaggia le forze per condurre le missioni speciali, guida i Major Command nelle attività di guerra irregolare, esegue test e valutazioni sulle operazioni speciali e programmi di insegnamenti appresi, sviluppa dottrine, tattiche, tecniche e procedure per le forze del Comando.

## Organizzazione
Attualmente, al maggio 2017, lo stormo controlla:
- U.S.A.F. Special Operations School
- 6th Special Operations Squadron, Combat Aviation Advisory Unit - Equipaggiato con 5 C-145A Skytruck e con Cessna 208 ISR
- 18th Flight Test Squadron, conduce i test iniziali operativi e la loro valutazione (IOT&E) su tutti i modelli di velivoli impiegati dal Comando
- 19th Special Operations Squadron
- 371st Special Operations Combat Training Squadron
- 524th Special Operations Squadron - Equipaggiato con C-146A Wolfhound
- 551st Special Operations Squadron - Addestramento equipaggi AC-130H, AC-130W e MC-130J
- 209th Special Operations Civil Engineer Squadron, Gulfport, Mississippi Air National Guard
- 280th Combat Communications Squadron, Dothan, Alabama Air National Guard